# Carlos Augusto Pires Brandão
Carlos Augusto Pires Brandão (Teresina, Piauí, 28 de julho de 1964) é um magistrado brasileiro, atualmente desembargador federal do Tribunal Regional Federal da 1.ª Região (TRF-1).
Em 2025, foi indicado pelo presidente Luiz Inácio Lula da Silva para o cargo de ministro do Superior Tribunal de Justiça.

## Formação acadêmica
Brandão graduou-se em engenharia elétrica pela Universidade Federal de Minas Gerais (UFMG), em 1986, e em direito pela Universidade Federal do Piauí (UFPI), em 1993. Concluiu especialização em direito constitucional também pela UFPI em 1999, mestrado em direito pela Universidade Federal de Pernambuco (UFPE) em 2001 e doutorado em direito pela Universidade Federal da Paraíba (UFPB) em 2018.

## Carreira
É professor do Departamento de Ciências Jurídicas da UFPI, onde ingressou como professor substituto em 1997 e como professor assistente em 1999.
Exerceu os cargos de assessor jurídico da presidência do Tribunal de Justiça do Estado do Piauí, promotor de Justiça do Ministério Público do Estado do Piauí e procurador da República. Também chegou a ser nomeado para o cargo de advogado da União, porém não entrou em exercício.
Ingressou na magistratura como juiz federal em 1997, tendo sido Juiz Titular da 5ª Vara Federal e Diretor do Foro da Seção Judiciária do Piauí.
Em 2015, foi promovido, pelo critério de merecimento, ao cargo de desembargador federal do Tribunal Regional Federal da 1.ª Região (TRF-1).
Em 27 de maio de 2025, foi indicado pelo presidente Luiz Inácio Lula da Silva para o cargo de ministro do Superior Tribunal de Justiça (STJ), a partir de lista tríplice votada pelos integrantes do tribunal, em vaga destinada a membro de Tribunal Regional Federal aberta pela aposentadoria da ministra Assusete Magalhães.

### Tribunal Regional Federal da 1.ª Região

#### Parceria com o Tribunal de Justiça do Maranhão (TJMA)
Em uma colaboração entre o TRF-1 e o Tribunal de Justiça do Maranhão (TJMA), Carlos Augusto Pires Brandão participou da assinatura de um termo de cooperação técnica entre as duas instituições. O objetivo dessa parceria foi o compartilhamento de recursos e práticas para o fortalecimento das soluções consensuais de conflitos, incluindo a Conciliação Itinerante, que utiliza um ônibus adaptado para levar serviços de mediação a áreas distantes, como uma forma de promover acesso à justiça para comunidades de difícil acesso no Maranhão.

#### Projeto Viva Alcântara e Regularização Fundiária
Um dos momentos mais significativos de sua carreira foi sua participação no Projeto Viva Alcântara, que visou à regularização fundiária das comunidades quilombolas da região. Em parceria com o Governo do Maranhão, o TJMA, o TRF-1 e outros órgãos, Pires Brandão esteve envolvido na titulação de terras de comunidades que há décadas lutavam pelo reconhecimento de seus direitos territoriais. O acordo resultante do projeto foi um marco, resolvendo disputas que se arrastavam por mais de 40 anos e culminando na entrega de títulos de propriedade para as comunidades quilombolas de Alcântara.

#### Compromisso Social e Ambiental
Carlos Brandão está envolvido em iniciativas sociais e ambientais, como o Centro Nacional de Cultura da Justiça (CENAJUS) e o projeto Casas de Justiça e Cidadania. Também participou da criação de parques nacionais no Piauí, promovendo a inclusão social e o acesso à justiça.

#### Iniciativas e Projetos Sociais
O Desembargador Carlos Augusto Pires Brandão tem participado de iniciativas voltadas à ampliação do acesso à justiça e à promoção da conciliação como método de solução de conflitos. Em fevereiro de 2025, ele integrou uma comitiva do Tribunal Regional Federal da 1ª Região (TRF1) e do Tribunal de Justiça do Pará (TJPA) em visita à Usina da Paz, no bairro da Cabanagem, em Belém (PA). O encontro teve como objetivo discutir a implementação da Casa da Paz e Justiça, um projeto destinado a oferecer serviços jurisdicionais com foco na mediação e na justiça restaurativa, aproximando a comunidade de mecanismos alternativos de resolução de disputas. 
Ainda em 2025, Brandão participou da formalização de um Acordo de Cooperação Técnica entre o TRF1, o TJPA, o Tribunal Regional do Trabalho da 8ª Região (TRT8) e o Tribunal Regional Eleitoral do Pará (TRE-PA). O acordo estabelece a realização de ações conjuntas para fortalecer as Casas de Justiça e Cidadania, proporcionando atendimento jurídico e incentivando a solução de conflitos por meio da conciliação e mediação.
No Maranhão, enquanto coordenador do Sistema de Conciliação da Justiça Federal da 1ª Região, o Desembargador liderou uma mobilização voltada à oferta de serviços de justiça e cidadania à população de Vargem Grande. A iniciativa buscou facilitar o acesso da comunidade a atendimentos jurídicos e sociais, com enfoque na resolução extrajudicial de disputas.
Além disso, no âmbito da Rede de Inteligência da Justiça Federal, Brandão esteve envolvido em discussões sobre a ampliação do acesso a serviços bancários e financeiros por meio da conciliação. Um dos projetos debatidos prevê a viabilização de atendimentos da Caixa Econômica Federal diretamente nos Centros de Conciliação, com o intuito de agilizar a solução de conflitos e descentralizar o atendimento à população.

## Vida pessoal
Filho de Álvaro Brandão Filho e Simplícia Pires Brandão, é casado com Aura Denise Rameiro Brandão e pai de dois filhos.

## Honrarias
Entre as condecorações recebidas, destacam-se:
- Ordem da Renascença do Estado do Piauí – Grau Comendador
- Medalha Evandro Lins e Silva (Seção Judiciária Federal do Piauí)
- Colar do Mérito Judiciário Ministro Nelson Hungria (TRF1)
- Ordem do Mérito Judiciário Militar (Superior Tribunal Militar)
- Medalha do Mérito Eleitoral Desembargador José Vidal de Freitas – Classe Ouro (TRE/PI)